# ローラン・ジェルメッティ
ローラン・ジェルメッティ(Laurent Gelmetti(Laurent Schuster Gelmetti)、1960年10月8日)は、フランス・アルデンヌ生まれの元音響技術者・ソングライター・音楽プロデューサー。芸名はLaurent G. Newfield(ローラン・G・ニューフィールド)。2024年までレコードレーベル・「DELTA MUSIC INDUSTRY」の運営に携わっており、かつては個人レーベルである「Akyr Music」も主宰していた。

## 経歴
ドイツ系フランス人とイタリア人の夫婦の間に、フランス・アルデンヌのヴリーニュ＝オー＝ボワで生まれ、18歳のときにイタリアに移住。そしてマウロ・ファリーナと知り合い、彼の下でサウンドミキサーとして勤務し、ユーロビートの仕事に携わるようになる。
マイク・オールドフィールドの様にギターを弾くことから彼の名前を捩ってマウロ・ファリーナに「ローラン・ニューフィールド」の芸名を名付けられる。
1984年より、ファリーナの提携先であったTIME RECORDS（以下TIME）でも、サウンドミキサー・裏方としてファリーナの制作楽曲のほとんどの録音・ミキシングを手掛けていたため、この頃より“Mix Master”とあだ名が付けられる。ファリーナとの関係は、彼がASIAレーベルを立ち上げる頃まで続き、その間にも「BOOM BOOM DOLLAR / キング・コング&ジャングル・ガールズ」などのヒット曲の制作にも携わっている。
1990年、チーフプロデューサー待遇でのオファーを受けてTIME RECORDSに移籍し、ミキサーと並行してソングライター・プロデューサーとしても活動するようになる。多くの名作を手がけ、レーベルの隆盛に大いに貢献するも、1994年から1995年まではユーロビート楽曲の制作を一時停止し、最大手のダンスミュージックレーベルであるMEDIAなどでイタロダンスやユーロハウスの楽曲制作に専念する。その半年後には再びTIMEでユーロビート制作を再開するも間もなくレーベルを正式に脱退する。
1995年、ASIA在籍時代から活動を共にし、同じくTIMEを離脱したクララ・モローニ、同時期にA-BEAT Cを脱退していたアンドレア・レオナルディと合流し、「DELTA」（2010年より「DELTA MUSIC INDUSTRY」に改称）を設立した。SUPER EUROBEAT収録楽曲の第1弾（CD「SUPER EUROBEAT Vol.64」にて、1曲目に収録）としてリリースされた「MONEY GO! / MARKO POLO」は、SUPER EUROBEATのリクエスト・カウントダウンで1位を獲得した。
その後しばらくはDELTAを活動拠点とし、個人レーベルである「Akyr Music」と並行して活動した後、「DO WITH ME / VICKY VALE」のプロデュースを最後に2010年をもってDELTAを脱退。「Akyr Music」も実質的に廃業した上でそのまま音楽活動を一時期引退。
引退時は帰郷を経て、ミラノを本拠地とするコンサルティング会社・「LGCOM PhotoAgency」に就職し、元同僚のモローニによると、2015年の時点では、業務の関係で様々な地域を飛び回る日々を過ごしていることが語られた。しかし、その一方ではミキサーとしてイタロディスコの楽曲製作には不定期で参加していた。
2020年4月2日、DELTA MUSIC INDUSTRYの公式YouTubeアカウントより、同年5月2日よりレーベルが配信しているシリーズの監修・リマスター作業に当たってDELTA MUSIC INDUSTRYへの復帰が伝えられ、また、同年にリリースされた『 THE BEST OF SUPER EUROBEAT 2020 』にて、モロー二らと共に約10年ぶりに製作したユーロビートの新規楽曲が収録され、ソングライター・プロデューサーとしての活動を本格的に再開した。
2024年11月12日、自身のFacebookページで再び音楽業界からの引退を表明した。

## 代表曲
TIMEレーベル
- DARK IN THE NIGHT / MAIO & CO
- TELL ME WHY / SOPHIE
- SAY YOU LOVE ME / STOP LIMIT LINE
- SUPERSONIC LOVE / MIKE HAMMER

　等、多数。
DELTA（DELTA MUSIC INDUSTRY）レーベル
- MONEY GO! / MARKO POLO（Andrea Leonardiとの合作）
- RUNNING IN THE 90'S / MAX COVERI
- REMEMBER ME / LESLIE PARRISH
- DON'T STAND SO CLOSE / DR.LOVE
- YOU CAN LIGHT MY FIRE / MADISON
- CHEMICAL LOVE / KEVIN & CHERRY

　等、多数。
AKYR MUSICレーベル
- GO! ROCKY JOE / MAXIMUM POWER

　等、多数。